# Mathieu Valbuena
Mathieu Valbuena (Bruges, 28 settembre 1984) è un calciatore francese di origini spagnole, centrocampista dell'Olympiacos.

## Biografia
Valbuena è nato nel comune di Bruges, dipartimento Gironde, da madre Brigitte e padre Carlos. È di origine spagnola da parte di padre, che è originario della città di Valladolid. Il padre di Valbuena lavora per il consiglio comunale di Bordeaux. Valbuena è cresciuto nelle vicinanze di Blanquefort. Il 24 dicembre 2010, mentre si recava a Blanquefort per festeggiare il Natale con i suoi genitori, Valbuena è rimasto coinvolto in un incidente d'auto dopo aver perso il controllo della sua Lamborghini Murciélago mentre guidava nei pressi di Bègles. È sopravvissuto all'incidente senza riportare ferite.

## Caratteristiche tecniche
Valbuena è un classico numero 10, un trequartista che ama svariare dietro le punte. Dotato di grande tecnica ed esplosività, grazie al suo baricentro basso che gli permette di muovere le gambe molto velocemente, diventa pericoloso se trova spazi fra le linee. La sua visione di gioco lo rende un ottimo assistman, sempre pronto a lanciare in porta i compagni, ma pecca sottoporta (solamente in una stagione è riuscito ad arrivare in doppia cifra).

## Carriera

### Club

#### Debutto a Langon e passaggio al Libourne
Fa il suo debutto a Langon a 19 anni dopo essere stato per un anno al centro della formazione calcistica del Bordeaux, dove però non rimane a causa della sua piccola taglia.
Comincia la sua carriera calcistica nel 2003 nel piccolo club Langon-Castets che all'epoca giocava in CFA2. L'anno seguente è ingaggiato dal Libourne-Saint-Seurin che disputa la National. Durante la stagione 2005-2006, segna 9 gol in 29 match e, venendo eletto migliore giocatore del National.

#### Olympique de Marseille

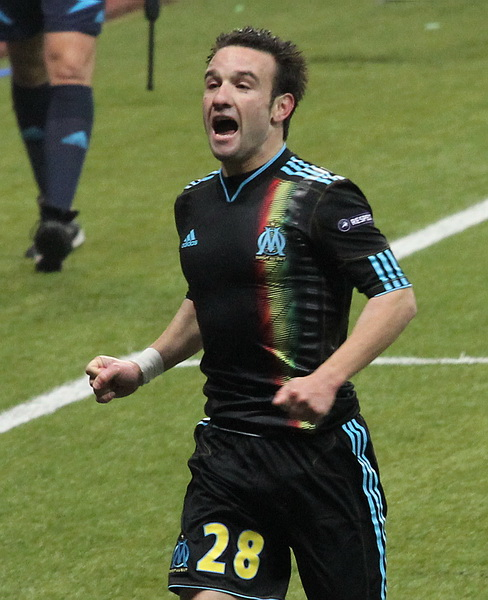
Valbuena al Marsiglia

Il 1º luglio 2006, viene acquistato dall'OM per 80.000 euro e firma il suo primo contratto da professionista dalla durata di 3 anni. Infortunatosi alla caviglia nell'estate 2006, nell'arco della sua prima stagione con i marsigliesi riesce a scendere in campo solo 15 volte, principalmente come rincalzo.
Il 19 maggio 2007 segna, su assist di Mickaël Pagis, una rete molto importante contro il Saint-Étienne che permette all'OM di partecipare alla Champions League.
Il 3 ottobre 2007, nella seconda giornata della fase a gironi della UEFA Champions League 2007-2008, Valbuena gioca da titolare segnando il gol di una vittoria storica del Marsiglia a Liverpool con uno splendido tiro dai venti metri.
In seguito al costante miglioramento delle sue prestazioni, diventa un elemento fisso dell'undici titolare dell'OM ed il club gli offre nell'ottobre 2007 un prolungamento del contratto di 3 anni. Il 26 gennaio 2008, nella vittoria sul SM Caen, Mathieu Valbuena riesce a segnare la sua prima doppietta in Ligue 1.
Firma il rinnovo del contratto per 5 anni nell'aprile 2008, allungando così la durata del suo contratto fino al 2013. Pape Diouf, il presidente del club, afferma che il rinnovo segue la volontà del club di puntare sui giovani e sul talento. Questo rinnovo allontana tutte le voci che accostavano Valbuena allo Zenit San Pietroburgo. Nel maggio 2008, dopo la sua prima stagione da titolare, Mathieu Valbuena viene incluso nella squadra ideale della Ligue 1 per la stagione 2007/2008.
L'inizio della stagione 2009-2010 non è dei migliori, non riuscendo ad inserirsi nei piani tattici del nuovo allenatore Didier Deschamps, tanto da spingerlo a considerare l'idea di lasciare l'OM. Ciò non avviene perché Valbuena riesce ad imporsi come titolare al termine della sosta invernale.
Il 27 marzo 2010, con un gol, contribuisce a mettere fine a 17 anni di digiuno di vittorie dei marsigliesi, con la vittoria per 3-1 ai danni del Bordeaux in finale della Coupe de la Ligue.

#### Dinamo Mosca
Il 2 agosto 2014 viene annunciato ufficialmente il suo acquisto da parte della Dinamo Mosca per 7 milioni di euro, con cui il giocatore sottoscrive un contratto triennale. Dopo appena 8 giorni fa il suo esordio in campionato, subentrando al 68º a Stanislav Manolev nella sconfitta casalinga per 2-1 contro lo Spartak Mosca. Il 31 agosto dello stesso anno, realizza anche la sua prima rete con un gol su punizione nella vittoria esterna per 2-0 contro il Krasnodar.

#### Olympique Lyonnais
L'11 agosto 2015 torna a giocare in Ligue 1, firmando un triennale con il Lione.

#### Turchia
Nel giugno 2017 viene acquistato per 1,5 milioni di euro dal Fenerbahçe. L'esperienza in Turchia dura due anni.

#### Olympiakos
Il 27 maggio 2019 arriva l’ufficialità del suo trasferimento in Grecia, all'Olympiacos. Termina la sua esperienza greca dopo 4 anni e 150 presenze. Il 10 luglio 2023 il club lo saluta via twitter, ufficializzando il mancato rinnovo di contratto.

### Nazionale
Il 26 maggio 2010 esordisce con la maglia della nazionale francese in un'amichevole premondiale giocata a Lens contro la Costa Rica, subentrando al 66º a Sidney Govou e realizzando anche un gol. Viene selezionato per i Mondiali in Sudafrica e per i successivi Europei in Polonia e Ucraina.
Nel 2014 prende parte ai Mondiali in Brasile. Nel 2015 colleziona la sua ultima presenza con la nazionale, con la quale vanta 52 apparizioni e 8 reti.

## Controversie
Nel giugno 2015 ha denunciato di aver ricevuto una telefonata anonima in cui gli veniva richiesto di pagare la somma di 150.000 euro, affinché non venisse diffuso un filmato nel quale intratteneva rapporti sessuali. Nel novembre successivo, il suo compagno di squadra in nazionale Karim Benzema è finito sotto indagine per estorsione. Nello stesso mese l'emittente radiofonica Europe 1 ha reso noto il contenuto di un'intercettazione telefonica del 6 ottobre in cui Benzema, parlando con un suo amico di infanzia, avrebbe dichiarato di aver avuto un ruolo attivo nella vicenda.
Nel 2017 la Corte di Cassazione francese invalida l'inchiesta nei confronti di Benzema, facendolo uscire dal caso.
Il 24 novembre 2021 Benzema è stato giudicato colpevole di complicità nel tentativo di ricattare l’ex compagno di squadra per un video a sfondo sessuale. I legali dell’attaccante hanno subito annunciato che il loro cliente è intenzionato a presentare ricorso contro la sentenza.

## Statistiche

### Presenze e reti nei club
Statistiche aggiornate all'11 agosto 2025.
| Stagione                     | Squadra                      | Campionato                   | Campionato | Campionato | Coppe nazionali | Coppe nazionali | Coppe nazionali | Coppe continentali | Coppe continentali | Coppe continentali | Altre coppe | Altre coppe | Altre coppe | Totale | Totale |
| Stagione                     | Squadra                      | Comp                         | Pres       | Reti       | Comp            | Pres            | Reti            | Comp               | Pres               | Reti               | Comp        | Pres        | Reti        | Pres   | Reti   |
| ---------------------------- | ---------------------------- | ---------------------------- | ---------- | ---------- | --------------- | --------------- | --------------- | ------------------ | ------------------ | ------------------ | ----------- | ----------- | ----------- | ------ | ------ |
| 2002-2003                    | Bordeaux 2                   | CN                           | 3          | 0          | -               | -               | -               | -                  | -                  | -                  | -           | -           | -           | 3      | 0      |
| 2004-2005                    | Libourne-St-Seurin           | CN                           | 24         | 1          | -               | -               | -               | -                  | -                  | -                  | -           | -           | -           | 24     | 1      |
| 2005-2006                    | Libourne-St-Seurin           | CN                           | 31         | 9          | -               | -               | -               | -                  | -                  | -                  | -           | -           | -           | 31     | 9      |
| Totale Libourne-Saint-Seurin | Totale Libourne-Saint-Seurin | Totale Libourne-Saint-Seurin | 55         | 10         |                 | -               | -               |                    | -                  | -                  |             | -           | -           | 55     | 10     |
| 2006-2007                    | O. Marsiglia                 | L1                           | 15         | 1          | CF+CdL          | 2+0             | 0               | Int                | 1                  | 0                  | -           | -           | -           | 18     | 1      |
| 2007-2008                    | O. Marsiglia                 | L1                           | 29         | 3          | CF+CdL          | 2+1             | 1+0             | UCL+CU             | 6+4                | 1+0                | -           | -           | -           | 42     | 5      |
| 2008-2009                    | O. Marsiglia                 | L1                           | 31         | 3          | CF+CdL          | 2+1             | 0               | UCL+CU             | 6+5                | 0                  | -           | -           | -           | 45     | 3      |
| 2009-2010                    | O. Marsiglia                 | L1                           | 31         | 5          | CF+CdL          | 2+4             | 0+2             | UCL+UEL            | 3+3                | 0                  | -           | -           | -           | 43     | 7      |
| 2010-2011                    | O. Marsiglia                 | L1                           | 32         | 4          | CF+CdL          | 1+2             | 0               | UCL                | 8                  | 1                  | SF          | 1           | 0           | 44     | 5      |
| 2011-2012                    | O. Marsiglia                 | L1                           | 33         | 5          | CF+CdL          | 3+4             | 1+2             | UCL                | 9                  | 1                  | -           | -           | -           | 49     | 9      |
| 2012-2013                    | O. Marsiglia                 | L1                           | 37         | 3          | CF+CdL          | 3+1             | 1+0             | UEL                | 8                  | 1                  | -           | -           | -           | 49     | 5      |
| 2013-2014                    | O. Marsiglia                 | L1                           | 34         | 3          | CF+CdL          | 1+1             | 0               | UCL                | 5                  | 0                  | -           | -           | -           | 41     | 3      |
| Totale O. Marsiglia          | Totale O. Marsiglia          | Totale O. Marsiglia          | 242        | 27         |                 | 30              | 7               |                    | 58                 | 4                  |             | 1           | 0           | 331    | 38     |
| 2014-2015                    | Dinamo Mosca                 | PL                           | 25         | 4          | KR              | 0               | 0               | UEL                | 11                 | 0                  | -           | -           | -           | 36     | 4      |
| lug.-ago. 2015               | Dinamo Mosca                 | PL                           | 4          | 2          | KR              | 0               | 0               | -                  | -                  | -                  | -           | -           | -           | 4      | 2      |
| Totale Dinamo Mosca          | Totale Dinamo Mosca          | Totale Dinamo Mosca          | 29         | 6          |                 | -               | -               |                    | 11                 | 0                  |             | -           | -           | 40     | 6      |
| ago. 2015-2016               | O. Lione                     | L1                           | 26         | 1          | CF+CdL          | 2+0             | 1               | UCL                | 5                  | 0                  | -           | -           | -           | 33     | 2      |
| 2016-2017                    | O. Lione                     | L1                           | 30         | 8          | CF+CdL          | 2+1             | 0+1             | UCL+UEL            | 3+6                | 0+1                | SF          | 1           | 0           | 43     | 10     |
| Totale O. Lione              | Totale O. Lione              | Totale O. Lione              | 56         | 9          |                 | 6               | 2               |                    | 14                 | 1                  |             | 1           | 0           | 77     | 12     |
| 2017-2018                    | Fenerbahçe                   | SL                           | 29         | 7          | TK              | 7               | 1               | UEL                | 4                  | 0                  | -           | -           | -           | 40     | 8      |
| 2018-2019                    | Fenerbahçe                   | SL                           | 22         | 3          | TK              | 3               | 0               | UCL+UEL            | 2+4                | 0+1                | -           | -           | -           | 31     | 4      |
| Totale Fenerbahçe            | Totale Fenerbahçe            | Totale Fenerbahçe            | 51         | 10         |                 | 10              | 1               |                    | 10                 | 1                  |             | -           | -           | 71     | 12     |
| 2019-2020                    | Olympiacos                   | SL                           | 19+7       | 6+1        | CG              | 3               | 0               | UCL+UEL            | 9+4                | 2+0                | -           | -           | -           | 42     | 9      |
| 2020-2021                    | Olympiacos                   | SL                           | 19+7       | 1+0        | CG              | 3               | 0               | UCL+UEL            | 5+3                | 1+0                | -           | -           | -           | 37     | 2      |
| 2021-2022                    | Olympiacos                   | SL                           | 19+9       | 3+0        | CG              | 3               | 0               | UCL+UEL            | 4+7                | 0                  | -           | -           | -           | 42     | 3      |
| 2022-2023                    | Olympiacos                   | SL                           | 12+6       | 3+0        | CG              | 4               | 1               | UCL+UEL            | 1+6                | 0                  | -           | -           | -           | 29     | 4      |
| 2023-2024                    | Apollōn Limassol             | AK                           | 25+8       | 7+0        | KK              | 3               | 1               | -                  | -                  | -                  | -           | -           | -           | 36     | 8      |
| 2024-2025                    | Athens Kallithea             | SL                           | 24+8       | 3+0        | CG              | 3               | 0               | -                  | -                  | -                  | -           | -           | -           | 35     | 3      |
| 2025-2026                    | Olympiacos                   | SL                           | -          | -          | CG              | -               | -               | UCL                | -                  | -                  | -           | -           | -           | -      | -      |
| Totale Olympiakos            | Totale Olympiakos            | Totale Olympiakos            | 69+29      | 13+1       |                 | 13              | 1               |                    | 39                 | 3                  |             | -           | -           | 150    | 18     |
| Totale carriera              | Totale carriera              | Totale carriera              | 598        | 86         |                 | 65              | 12              |                    | 132                | 9                  |             | 2           | 0           | 797    | 107    |

### Cronologia presenze e reti in nazionale
| Cronologia completa delle presenze e delle reti in nazionale ― Francia | Cronologia completa delle presenze e delle reti in nazionale ― Francia | Cronologia completa delle presenze e delle reti in nazionale ― Francia | Cronologia completa delle presenze e delle reti in nazionale ― Francia | Cronologia completa delle presenze e delle reti in nazionale ― Francia | Cronologia completa delle presenze e delle reti in nazionale ― Francia | Cronologia completa delle presenze e delle reti in nazionale ― Francia | Cronologia completa delle presenze e delle reti in nazionale ― Francia |
| Data                                                                   | Città                                                                  | In casa                                                                | Risultato                                                              | Ospiti                                                                 | Competizione                                                           | Reti                                                                   | Note                                                                   |
| ---------------------------------------------------------------------- | ---------------------------------------------------------------------- | ---------------------------------------------------------------------- | ---------------------------------------------------------------------- | ---------------------------------------------------------------------- | ---------------------------------------------------------------------- | ---------------------------------------------------------------------- | ---------------------------------------------------------------------- |
| 26-5-2010                                                              | Lens                                                                   | Francia                                                                | 2 – 1                                                                  | Costa Rica                                                             | Amichevole                                                             | 1                                                                      | 66’                                                                    |
| 4-6-2010                                                               | Saint-Pierre                                                           | Francia                                                                | 0 – 1                                                                  | Cina                                                                   | Amichevole                                                             | -                                                                      | 71’                                                                    |
| 17-6-2010                                                              | Polokwane                                                              | Francia                                                                | 0 – 2                                                                  | Messico                                                                | Mondiali 2010 - 1º turno                                               | -                                                                      | 69’                                                                    |
| 3-9-2010                                                               | Saint-Denis                                                            | Francia                                                                | 0 – 1                                                                  | Bielorussia                                                            | Qual. Euro 2012                                                        | -                                                                      | 34’                                                                    |
| 7-9-2010                                                               | Sarajevo                                                               | Bosnia ed Erzegovina                                                   | 0 – 2                                                                  | Francia                                                                | Qual. Euro 2012                                                        | -                                                                      | 40’                                                                    |
| 9-10-2010                                                              | Saint-Denis                                                            | Francia                                                                | 2 – 0                                                                  | Romania                                                                | Qual. Euro 2012                                                        | -                                                                      | 68’                                                                    |
| 17-11-2010                                                             | Londra                                                                 | Inghilterra                                                            | 1 – 2                                                                  | Francia                                                                | Amichevole                                                             | 1                                                                      | 68’                                                                    |
| 9-6-2011                                                               | Varsavia                                                               | Polonia                                                                | 0 – 1                                                                  | Francia                                                                | Amichevole                                                             | -                                                                      | 73’                                                                    |
| 6-9-2011                                                               | Bucarest                                                               | Romania                                                                | 0 – 0                                                                  | Francia                                                                | Qual. Euro 2012                                                        | -                                                                      | 71’                                                                    |
| 29-2-2012                                                              | Brema                                                                  | Germania                                                               | 1 – 2                                                                  | Francia                                                                | Amichevole                                                             | -                                                                      | 68’                                                                    |
| 27-5-2012                                                              | Valenciennes                                                           | Francia                                                                | 3 – 2                                                                  | Islanda                                                                | Amichevole                                                             | -                                                                      | 75’                                                                    |
| 5-6-2012                                                               | Le Mans                                                                | Francia                                                                | 4 – 0                                                                  | Estonia                                                                | Amichevole                                                             | -                                                                      | 52’                                                                    |
| 15-8-2012                                                              | Le Havre                                                               | Francia                                                                | 0 – 0                                                                  | Uruguay                                                                | Amichevole                                                             | -                                                                      | 75’                                                                    |
| 7-9-2012                                                               | Helsinki                                                               | Finlandia                                                              | 0 – 1                                                                  | Francia                                                                | Qual. Mondiali 2014                                                    | -                                                                      | 63’                                                                    |
| 11-9-2012                                                              | Saint-Denis                                                            | Francia                                                                | 3 – 1                                                                  | Bielorussia                                                            | Qual. Mondiali 2014                                                    | -                                                                      | 61’                                                                    |
| 12-10-2012                                                             | Saint-Denis                                                            | Francia                                                                | 0 – 1                                                                  | Giappone                                                               | Amichevole                                                             | -                                                                      | 46’                                                                    |
| 16-10-2012                                                             | Madrid                                                                 | Spagna                                                                 | 1 – 1                                                                  | Francia                                                                | Qual. Mondiali 2014                                                    | -                                                                      | 57’                                                                    |
| 14-11-2012                                                             | Parma                                                                  | Italia                                                                 | 1 – 2                                                                  | Francia                                                                | Amichevole                                                             | 1                                                                      | 73’                                                                    |
| 6-2-2013                                                               | Saint-Denis                                                            | Francia                                                                | 1 – 2                                                                  | Germania                                                               | Amichevole                                                             | 1                                                                      | 87’                                                                    |
| 22-3-2013                                                              | Saint-Denis                                                            | Francia                                                                | 3 – 1                                                                  | Georgia                                                                | Qual. Mondiali 2014                                                    | 1                                                                      | 66’                                                                    |
| 26-3-2013                                                              | Saint-Denis                                                            | Francia                                                                | 0 – 1                                                                  | Spagna                                                                 | Qual. Mondiali 2014                                                    | -                                                                      |                                                                        |
| 5-6-2013                                                               | Montevideo                                                             | Uruguay                                                                | 1 – 0                                                                  | Francia                                                                | Amichevole                                                             | -                                                                      | 67’                                                                    |
| 9-6-2013                                                               | Porto Alegre                                                           | Brasile                                                                | 3 – 0                                                                  | Francia                                                                | Amichevole                                                             | -                                                                      | 70’                                                                    |
| 14-8-2013                                                              | Bruxelles                                                              | Belgio                                                                 | 0 – 0                                                                  | Francia                                                                | Amichevole                                                             | -                                                                      | 74’                                                                    |
| 6-9-2013                                                               | Tbilisi                                                                | Georgia                                                                | 0 – 0                                                                  | Francia                                                                | Qual. Mondiali 2014                                                    | -                                                                      |                                                                        |
| 10-9-2013                                                              | Homel'                                                                 | Bielorussia                                                            | 2 – 4                                                                  | Francia                                                                | Qual. Mondiali 2014                                                    | -                                                                      | 90+3’                                                                  |
| 11-10-2013                                                             | Parigi                                                                 | Francia                                                                | 6 – 0                                                                  | Australia                                                              | Amichevole                                                             | -                                                                      | 63’                                                                    |
| 15-10-2013                                                             | Saint-Denis                                                            | Francia                                                                | 3 – 0                                                                  | Finlandia                                                              | Qual. Mondiali 2014                                                    | -                                                                      |                                                                        |
| 15-11-2013                                                             | Kiev                                                                   | Ucraina                                                                | 2 – 0                                                                  | Francia                                                                | Qual. Mondiali 2014                                                    | -                                                                      | 80’                                                                    |
| 19-11-2013                                                             | Saint-Denis                                                            | Francia                                                                | 3 – 0                                                                  | Ucraina                                                                | Qual. Mondiali 2014                                                    | -                                                                      |                                                                        |
| 5-3-2014                                                               | Saint-Denis                                                            | Francia                                                                | 2 – 0                                                                  | Paesi Bassi                                                            | Amichevole                                                             | -                                                                      | 63’                                                                    |
| 27-5-2014                                                              | Saint-Denis                                                            | Francia                                                                | 4 – 0                                                                  | Norvegia                                                               | Amichevole                                                             | -                                                                      | 70’                                                                    |
| 1-6-2014                                                               | Nizza                                                                  | Francia                                                                | 1 – 1                                                                  | Paraguay                                                               | Amichevole                                                             | -                                                                      | 72’                                                                    |
| 8-6-2014                                                               | Lilla                                                                  | Francia                                                                | 8 – 0                                                                  | Giamaica                                                               | Amichevole                                                             | -                                                                      | 80’                                                                    |
| 15-6-2014                                                              | Porto Alegre                                                           | Francia                                                                | 3 – 0                                                                  | Honduras                                                               | Mondiali 2014 - 1º turno                                               | -                                                                      | 78’                                                                    |
| 20-6-2014                                                              | Salvador                                                               | Svizzera                                                               | 2 – 5                                                                  | Francia                                                                | Mondiali 2014 - 1º turno                                               | 1                                                                      | 82’                                                                    |
| 30-6-2014                                                              | Brasilia                                                               | Francia                                                                | 2 – 0                                                                  | Nigeria                                                                | Mondiali 2014 - Ottavi di finale                                       | -                                                                      | 90+4’                                                                  |
| 4-7-2014                                                               | Rio de Janeiro                                                         | Francia                                                                | 0 – 1                                                                  | Germania                                                               | Mondiali 2014 - Quarti di finale                                       | -                                                                      | 85’                                                                    |
| 4-9-2014                                                               | Saint-Denis                                                            | Francia                                                                | 1 – 0                                                                  | Spagna                                                                 | Amichevole                                                             | -                                                                      | 75’                                                                    |
| 7-9-2014                                                               | Belgrado                                                               | Serbia                                                                 | 1 – 1                                                                  | Francia                                                                | Amichevole                                                             | -                                                                      | 82’                                                                    |
| 11-10-2014                                                             | Saint-Denis                                                            | Francia                                                                | 2 – 1                                                                  | Portogallo                                                             | Amichevole                                                             | -                                                                      | 58’                                                                    |
| 14-10-2014                                                             | Erevan                                                                 | Armenia                                                                | 0 – 3                                                                  | Francia                                                                | Amichevole                                                             | -                                                                      | 73’                                                                    |
| 14-11-2014                                                             | Rennes                                                                 | Francia                                                                | 1 – 1                                                                  | Albania                                                                | Amichevole                                                             | -                                                                      | 85’                                                                    |
| 18-11-2014                                                             | Marsiglia                                                              | Francia                                                                | 1 – 0                                                                  | Svezia                                                                 | Amichevole                                                             | -                                                                      | 68’                                                                    |
| 26-3-2015                                                              | Saint-Denis                                                            | Francia                                                                | 1 – 3                                                                  | Brasile                                                                | Amichevole                                                             | -                                                                      | 82’                                                                    |
| 29-3-2015                                                              | Saint-Étienne                                                          | Francia                                                                | 2 – 0                                                                  | Danimarca                                                              | Amichevole                                                             | -                                                                      | 82’                                                                    |
| 7-6-2015                                                               | Saint-Denis                                                            | Francia                                                                | 3 – 4                                                                  | Belgio                                                                 | Amichevole                                                             | 1                                                                      | 73’                                                                    |
| 13-6-2015                                                              | Elbasan                                                                | Albania                                                                | 1 – 0                                                                  | Francia                                                                | Amichevole                                                             | -                                                                      | 59’                                                                    |
| 4-9-2015                                                               | Lisbona                                                                | Portogallo                                                             | 0 – 1                                                                  | Francia                                                                | Amichevole                                                             | 1                                                                      | 80’                                                                    |
| 7-9-2015                                                               | Bordeaux                                                               | Francia                                                                | 2 – 1                                                                  | Serbia                                                                 | Amichevole                                                             | -                                                                      | 30’ 76’                                                                |
| 8-10-2015                                                              | Nizza                                                                  | Francia                                                                | 4 – 0                                                                  | Armenia                                                                | Amichevole                                                             | -                                                                      | 63’                                                                    |
| 11-10-2015                                                             | Copenaghen                                                             | Danimarca                                                              | 1 – 2                                                                  | Francia                                                                | Amichevole                                                             | -                                                                      | 78’                                                                    |
| Totale                                                                 |                                                                        | Presenze                                                               | 52                                                                     |                                                                        | Reti                                                                   | 8                                                                      |                                                                        |

## Palmarès

### Club
- Campionato francese: 1

Olympique Marsiglia: 2009-2010
- Coppa di Lega francese: 3

Olympique Marsiglia: 2009-2010, 2010-2011, 2011-2012
- Supercoppa francese: 2

Olympique Marsiglia: 2010, 2011
- Campionato greco: 3

Olympiakos: 2019-2020, 2020-2021, 2021-2022
- Coppa di Grecia: 1

Olympiakos: 2019-2020

### Individuale
- Squadra dell'anno della Ligue 1: 2007–08, 2012–13[40]
- Gol dell'anno della Ligue 1: 2007–08[41]
- Miglior assistente della Ligue 1: 2012–13[42]
- Elenco dei 33 migliori giocatori della Russian Premier League: 2014–15[43]
- Miglior assistente della Russian Premier League: 2014–15[44]
- Giocatore del mese della Super League greca: settembre 2019[45]
- Miglior assistente della Super League greca: 2019–20[46]
- Squadra dell'anno della Super League greca: 2019–20[47]
- Miglior assistente della Coppa di Grecia: 2019–20,[48] 2021–22[49]